# Damian McGinty
Damian Joseph McGinty Jr. (ur. 9 września 1992 r. w Derry) − irlandzki wokalista oraz aktor, członek folkowego zespołu Celtic Thunder.

## Życiorys
Syn Damian McGinty'ego Sr. i Joanne McGinty, ma dwójkę rodzeństwa: brata Emmeta i siostrę Gemmę. Od 2006 roku członek folkowej grupy Celtic Thunder. Do 2015 nagrał z zespołem dziewięć albumów studyjnych. W 2011 zasilił obsadę serialu telewizji Fox Glee. Rolę Rory'ego Flanagana, irlandzkiego ucznia z wymiany studenckiej, wygrał na ramach programu telewizyjnego The Glee Project. 1 czerwca 2019 r. ożenił się z Ann Claire Sneed z którą zaręczył się rok wcześniej (3 czerwca 2018r.) o czym poinformował na inastagramie.

## Dyskografia
| - Celtic Thunder (2008) - Act Two (2008) - Take Me Home (2009) - It's Entertainment! (2010) - Christmas (2010) - Heritage (2011) - Celtic Thunder: Storm (DVD; 2011) - Voyage (2012) | - Voyage II (2012) - The Very Best of Celtic Thunder (2015) - Damian McGinty (2012) - Glee: The Music, The Christmas Album Volume 2 (2011) - Glee: The Music, Volume 7 (2011) - Glee: The Music Presents Glease (2012) |

## Filmografia
- Celtic Thunder: Christmas (2009) jako wokalista
- Celtic Thunder: Storm (2011) jako młody Buck
- The Glee Project (2011−2012) jako on sam
- Glee (2011−2012) jako Rory Flanagan
- Glee − koncertowy film (Glee: The Concert Movie, 2011) jako on sam